# Bitka kod Drača (1018.)
 Ovo je glavno značenje pojma Bitka kod Drača (1018.). Za druga značenja pogledajte Bitka kod Drača.
Bitka kod Drača (grčki: Μάχη του Δυρραχίου, Máchi tou Dyrrachíou; bugarski: Битка при Драч, Bitka pri Drač) odigrala se u veljači 1018. godine dok je bugarski car Ivan Vladislav pokušavao uspostaviti svoju vlast nad jugoistočnom obalom Jadranskog mora. Vodio je vojsku u pohodu na Dyrrhachium (današnji Drač, u Albaniji) i opsjeo ga, ali je ubijen tijekom protunapada.
Ovo je bila posljednja bitka višestoljetne borbe između Bizantskog Carstva i Prvog Bugarskog Carstva. Unutar nekoliko mjeseci nakon smrti Ivana Vladislava, bizantski car Bazilije II. potčinio je većinu njegovog carstva, a posljednje neovisno područje, Sirmij, pokorio je 1019. godine.

## Povijesna pozadina
Nakon Bitke kod Kleidiona (29. srpnja 1014.) i smrti cara Samuila (6. listopada 1014.) bugarska je država bila destabilizirana unutarnjim previranjima. U godini koja je uslijedila, cara Gavrila Radomira, Samuilovog sina i nasljednika, na poticaj bizantskog cara ubio je njegov rođak Ivan Vladislav. Novi je bugarski vladar pregovarao o kratkom miru jer je obećao da će se potčiniti Baziliju II. u zamjenu za kontrolu nad Dračom. Nijedna strana nije ispunila svoja obećanja pa je rat ponovno izbio u jesen 1015. godine. Dok je Ivan Vladislav napadao Drač, Bazilije II. zauzeo je njegovu prijestolnicu Ohrid, ali ga je nakon Bitke kod Bitole napustio.
Rat je trajao još dvije godine bez odlučujućeg ishoda. Bazilije II. je 1017. godine porazio Bugare u Bitki kod Setine (blizu Edesse), ali pobjedu nije uspio iskoristiti nego se vratio u Carigrad. To je Ivan Vladislav iskoristio kako bi pokrenuo novi napad na Drač, kojeg je branio strateg Nikita Pegonit. U bitci koja je uslijedila nakon rasporeda postrojba bugarski car je poginuo, a njegova vojska prisiljena na povlačenje.
Ovaj događaj potaknuo je većinu bugarskih plemića boljara da se predaju Baziliju II. Džepovi otpora su ugušeni i Bugarska je postala bizantska pokrajina.